# Per Öhagen
Per Anders Öhagen, född Lindqvist 5 november 1976 i Gottsunda, Uppsala, är en svensk skådespelare och regissör utbildad på Teaterhögskolan i Göteborg (HSM) 2005-2009.
Efter utbildningen medverkade han i föreställningar på Teater Scenario, Regionteatern Blekinge Kronoberg, Regionteater Väst, Masthuggsteatern, Folkteatern, Romateatern och Angereds Teater. Sedan 2012 har Öhagen arbetat på Kulturhuset Stadsteatern i Stockholm och ungdomsscenen i Skärholmen.
Per Öhagen har regisserat föreställningarna Göra sig av med Eddy 2017, där han också var scenograf, på Kulturhuset Stadsteatern och Hemma Hos på Angereds teater 2021, som blev nominerad till Svenska Teaterkritikers pris och uttagen till Scenkonstbiennalen 2022.
2024 skapade han Lillan och Tjorvens lilla teaterguidning på Dramaten. En visning av Dramatenhuset för barn i drag tillsammans med Razmus Nyström.

## Filmografi (urval)
- 2012 – Hinsehäxan (TV-miniserie)
- 2011 – Bibliotekstjuven (TV-miniserie)
- 2010 – Kommissarie Winter (TV-serie)
- 2010 – Olycksfågeln (TV-film)
- 2009 – Fallet (TV-serie)

## Teater

### Roller (urval)
| År   | Roll            | Produktion                                            | Regi                | Teater                   |
| ---- | --------------- | ----------------------------------------------------- | ------------------- | ------------------------ |
| 2014 | Främling 2 Jane | Happy End Dorothy Lane, Kurt Weill och Bertolt Brecht | Carolina Frände     | Kulturhuset Stadsteatern |
| 2015 | Alex            | Vågen (The Wave) Ron Jones                            | Carolina Frände     | Kulturhuset Stadsteatern |
| 2016 |                 | Fablerna Aisopos                                      | Carolina Frände     | Kulturhuset Stadsteatern |
| 2018 |                 | The Laramie Project Moisés Kaufman                    | Carolina Frände     | Kulturhuset Stadsteatern |
| 2018 |                 | Dogville Lars von Trier                               | Frida Röhl          | Folkteatern, Göteborg    |
| 2019 | Waterhouse      | Sherlock Holmes: Det vita hjärtat Joakim Sten         | Carolina Frände     | Kulturhuset Stadsteatern |
| 2019 | Edmund          | Kung Lear (King Lear) William Shakespeare             | Sara Giese          | Romateatern              |
| 2022 |                 | Dance Nation Clare Barron                             | Martin Rosengardten | Kulturhuset Stadsteatern |
| 2022 |                 | Arv (The Inheritance) Matthew Lopez                   | Carl Johan Karlson  | Dramaten                 |
| 2024 |                 | Så nätterna Tova Gerge                                | Maria Salah         | Stadsteatern Skärholmen  |
| 2024 |                 | En god en ond en kul                                  | Lisen Rosell        | Stadsteatern Skärholmen  |